# Diorita amb foids
Les diorites foïdíferes o diorites amb foids són roques plutòniques granades. Són diorites amb un contingut no gaire elevat de feldespatoides (inferior al 10%), plagiòclasis àcides i minerals màfics. Modalment es troba definida al camp 10’ del diagrama QAPF de Streckeisen.